# Pleurotomaria striatissima
Pleurotomaria striatissima is een fossiele slakkensoort uit de familie van de Pleurotomariidae. De wetenschappelijke naam van de soort is voor het eerst geldig gepubliceerd in 1901 door Cowper Reed.